# Geordy Monfils
 (avril 2024).
Pour les articles homonymes, voir Monfils.
Geordy Monfils, ou Geordy Couturiau, également dit Dijor Smith, est un réalisateur et acteur belge, né le 12 janvier 1989 en Belgique, et ayant la double nationalité suisse.

## Biographie
Geordy Monfils commence une carrière de comédien à l'âge de 10 ans.
Il apparaît dans plusieurs téléfilms notamment dans la mini-série Les Thibault. Au cinéma, il joue notamment dans Le couperet en 2005 et dans La différence, c'est que c'est pas pareil en 2009. Il vit et travaille désormais à Paris. Son premier film Lucienne mange une auto a été couronné de nombreux prix durant l'année 2019.

## Filmographie
Sauf indication contraire, les informations mentionnées dans cette section peuvent être confirmées par les bases de données cinématographiques IMDb et Allociné,  présentes dans la section « Liens externes ».

### Acteur

#### Cinéma

##### Longs métrages
- 1999 : L'Ami du jardin de Jean-Louis Bouchaud :  Cyprien
- 2001 : L'Origine du monde de Jérôme Enrico
- 2005 : Le Couperet de Costa-Gavras : Maxime Davert
- 2007 : Anna M. de Michel Spinosa : le fils de l'antiquaire
- 2008 : Les Liens du sang de Jacques Maillot : le fils de Gabriel
- 2009 : Un soir au club de Jean Achache : Nicolas
- 2009 : La différence, c'est que c'est pas pareil de Pascal Laëthier : Gabriel

##### Courts métrages
- 1999 : Mon frère de Matthias Fégyvères : Romain
- 2022 : Lucienne dans un monde sans solitude de lui-même : jumeaux flirt
- 2022 : La Flûte enchantée de lui-même : l'épicier

#### Télévision
- 1999 : Erreur médicale (téléfilm)
- 2001 : L'Emmerdeuse (téléfilm) : Damien
- 2002 : Père et Maire (série télévisée), épisode Mariage à tout prix : Kevin
- 2003 : La Tranchée des espoirs (téléfilm) : Ludovic
- 2003 : Les Thibault : Jacques Thibault (adolescent)
- 2003 : Louis Page (série télévisée), épisode L'Orphelin : Simon
- 2006 : Le Cri (mini-série télévisée) : Xavier à 14 ans
- 2009 : Sœur Thérèse.com (série télévisée), épisode Gros Lot : Nicolas Ronconi
- 2011 : Julie Lescaut (série télévisée), épisode Pauvre Petite Fille riche : Grégoire Meursault

### Réalisateur

#### Courts métrages
Il est également scénariste des courts métrages qu'il réalise
- 2019 : Lucienne mange une auto (court métrage)
- 2022 : Lucienne dans un monde sans solitude (court métrage)
- 2022 : La Flûte enchantée (court métrage) - également monteur

#### Clips
Il réalise des clips de rap sous le pseudonyme de Dijor Smith.
- 2015 : 1,2,3 d'Alpha Wann
- 2018 : El presidente de Jazzy Bazz
- 2018 : Leticia de Jazzy Bazz
- 2018 : Éternité de Jazzy Bazz feat. Nekfeu
- 2019 : Cinq heures du matin de Jazzy Bazz
- 2020 : Benny Blanco de Jazzy Bazz
- 2021 : Zone 19 de Jazzy Bazz feat. Edge

#### Publicité
- 2019 : Hero pour la marque Kenzo

## Distinctions
Sauf indication contraire, les informations mentionnées dans cette section peuvent être confirmées par les bases de données cinématographiques IMDb et Allociné,  présentes dans la section « Liens externes ».
- Champs-Élysées Film Festival 2022 : prix du jury du court métrage français pour La Flûte enchantée